# ТЕС Ватва (Ахмедабад)
ТЕС Ватва (Ахмедабад) – теплова електростанція на заході Індії у штаті Гуджарат, яка належить компанії Torrent Power.
В 1991 - 1992 роках на майданчику станції став до ладу блок комбінованого парогазового циклу потужністю 100 МВт. Встановлені у ньому дві газові турбіни потужністю по 32,5 МВт живлять через відповідну кількість котлів-утилізаторів одну парову турбіну з показником 35 МВт.
Електростанція використовує природний газ. Останній у певних обсягах подавався до Ахмедабаду з нафтовидобувного району на півночі Гуджарату, а з середини 2000-х може надходити сюди з півдня через трубопровід Бхедбут – Ахмедабад. 
Можливо відзначити, що ТЕС неодноразово стикалась із проблемою забезпечення паливом. Так, в 2001-му через нестачу ресурсу газу вона зупинилась та не працювала щонайменше три роки. В 2013-му на тлі проблем з подачею на західне узбережжя Індії ресурсу з басейну Крішна-Годаварі (газопровід Схід – Захід) ТЕС Ватва знову була вимушена зупинитись, оскільки ціна на природний газ, імпортований у вигляді ЗПГ, не могла забезпечити рентабельної роботи.